# Frank and Ollie
Frank and Ollie è un film del 1995 scritto, co-prodotto e diretto da Theodore Thomas. È un documentario sulla vita e la carriera di Frank Thomas (padre del regista) e Ollie Johnston, due dei principali animatori che avevano lavorato alla Walt Disney Productions dalla metà degli anni trenta fino al 1981. Anche altre figure importanti nel settore dell'animazione vengono intervistate a proposito dell'influenza di Frank e Ollie sull'animazione moderna e sulla loro amicizia personale.

## Descrizione
Il film è composto principalmente dagli aneddoti di Frank Thomas e Ollie Johnston sulla loro carriera di animatori durante la loro lunga permanenza ai Walt Disney Studios, a partire dalla loro assunzione un paio di anni prima dell'uscita di Biancaneve e i sette nani. Parlano dei successi e delle difficoltà della Disney nel corso della loro carriera, tra cui la produzione dei primi lungometraggi come Pinocchio e Fantasia, la diminuzione degli affari a causa della seconda guerra mondiale, la morte inaspettata di Walt Disney nel 1966 e l'importanza del successo de Il libro della giungla l'anno successivo. Questi aneddoti sono punteggiati da filmati d'archivio di vari film Disney, nonché da interviste con animatori Disney contemporanei, storici dell'animazione e interviste con le mogli di Frank e Ollie. Sono presenti anche filmati della vita quotidiana di Frank e Ollie come vicini di casa a La Cañada Flintridge.
Periodicamente nel film, Frank o Ollie recitano o descrivono una scena di un film Disney che hanno animato, e poi mostrano la scena del film. Ciò dimostra l'importanza della recitazione nell'animazione. Molti dei loro aneddoti riguardano anche il modo in cui altri animatori hanno realizzato le loro scene. Il film parla anche dei Nine Old Men della Disney, lo staff senior dei Walt Disney Studios. Anche l'amata ferrovia in miniatura di Ollie Johnston e il libro Disney Animation: The Illusion of Life, scritto da Frank e Ollie, hanno un posto di rilievo nel film.

## Distribuzione
Il film fu proiettato per la prima volta al Sundance Film Festival il 22 gennaio 1995, prima di ottenere una distribuzione limitata nelle sale statunitensi da parte della Buena Vista Pictures Distribution il 20 ottobre. Internazionalmente è stato pubblicato dal 12 novembre 2019 su Disney+, in inglese sottotitolato.

### Edizioni home video
Il film è stato distribuito in home video esclusivamente in America del Nord. Fu pubblicato in VHS il 9 marzo 1999 e in DVD-Video il 20 novembre 2003. Quest'ultimo include come extra un breve dietro le quinte, delle clip riguardanti gli inizi della Disney, i primi lavori di Frank e Ollie e la loro arte, un'analisi di una scena de Le avventure di Bianca e Bernie, scene eliminate e delle clip sull'amore di Ollie per i treni e su quello di Frank per il jazz.